# Battaglia del Silaro
La battaglia del Silaro fu combattuta nel 212 a.C. fra gli eserciti di Annibale e del centurione romano, Marco Centenio Penula, a cui era stato affidato il comando di una nuova armata. I cartaginesi uscirono vittoriosi, distruggendo l'intero esercito romano, formato da 8 000 uomini. Questa è una delle poche battaglie dove Annibale si trovò in decisa superiorità numerica: aveva con sé 25 000-30 000 uomini contro 8 000 nemici. La distruzione dell'esercito romano non alterò in ogni caso significativamente la situazione romana e cartaginese.

## Contesto storico
Dopo la schiacciante vittoria a Canne (216 a.C.), Annibale raggiunse i primi importanti risultati politico-strategici. Alcuni centri cominciarono a abbandonare i Romani, come la maggior parte dei Campani, Atellani, Calatini, parte dell'Apulia, i Sanniti (ad esclusione dei Pentri), tutti i Bruzi, i Lucani, gli Uzentini e quasi tutto il litorale greco, i Tarentini, quelli di Metaponto, di Crotone, di Locri e tutti i Galli cisalpini, e poi Compsa, insieme agli Irpini. Annibale, con il grosso dell'esercito, si diresse in Campania dove riuscì ad ottenere dopo una serie di trattative la defezione di Capua che a quell'epoca era ancora, per importanza, la seconda città della penisola, dopo Roma.

### Casus belli
Dopo anni di scontri nell'Italia meridionale, nel 212 a.C., ancora una volta Capua rappresentò il teatro degli scontri principale. I due consoli, infatti, entrati in Campania, mentre ne saccheggiavano i territori, furono colti da un'improvvisa sortita dei suoi abitanti e della cavalleria di Magone. Richiamati in fretta i soldati, che si erano sparpagliati per le campagne, ne rimasero uccisi più di 1 500 In seguito i Romani divennero più attenti a difendersi dai pericoli. Annibale mosse anch'egli da Benevento e raggiunse il fratello a Capua, schierando dopo tre giorni l'esercito. Egli era certo che, se in sua assenza pochi giorni prima la battaglia era stata favorevole ai Campani, a maggior ragione i Romani non avrebbero potuto resistere all'assalto dell'esercito cartaginese, tante volte vittorioso. La battaglia che ne nacque vide inizialmente i Romani subire i continui attacchi della cavalleria cartaginese, sommersi dai dardi nemici, fino a quando il segnale di contrattacco romano non produsse una battaglia equestre equilibrata. Ma quando da lontano apparve l'esercito che da poco aveva perduto il proprio comandante Tiberio Sempronio Gracco, ed era ora guidato dal questore Gneo Cornelio Lentulo, tale vista generò in entrambe le parti e contemporaneamente, la paura che si avvicinassero nuovi contingenti nemici. E come racconta Livio:
(Livio, XXV, 19.5.)
Alla fine della battaglia, i caduti da parte romana furono in numero superiore, a causa dell'iniziale urto della cavalleria cartaginese.
I consoli dopo questo scontro, per tener lontano Annibale da Capua, nella notte seguente si separarono. Fulvio si diresse nel territorio cumano, mentre Claudio in Lucani. Il condottiero cartaginese, incerto inizialmente sul da farsi, decise di inseguire Appio Claudio, che a sua volta portò in giro il nemico come volle, per poi fare ritorno a Capua una seconda volta. Durante la marcia, i Cartaginesi ebbero l'occasione di affrontare un nuovo combattimento a loro favorevole.
Vi era tra i centurioni del primo manipolo dei triarii un certo Marco Centenio Penula, famoso per prestanza fisica e coraggio. Fu, quindi, introdotto dal pretore Publio Cornelio Silla, per chiedere ai senatori che gli fossero affidati 5 000 soldati. Egli conoscendo i luoghi molto bene, avrebbe usato contro Annibale le sue stesse tattiche, che in passato avevano ingannato e vinto tanti comandanti romani. E invece di 5 000 gliene furono concessi 8 000, metà cittadini e metà alleati. Durante la marcia chiamò a raccolta altri volontari, raddoppiandone gli effettivi.

## Battaglia
(Livio, XXV, 19.14.)
Una volta dispostesi le due schiere, una di fronte all'altra, nessuna volle sottrarsi allo scontro. Si combatté a lungo, per quanto le forze non fossero pari. Lo scontro durò per più di due ore. I Romani resistettero fino a quando il loro comandante rimase in piedi. Quando Centenio Penula venne colpito dai dardi nemici nel mezzo del furore della battaglia, l'esercito romano fu immediatamente sbaragliato.

## Conclusione
Si salvarono solo 1 000 soldati, poiché la cavalleria cartaginese occupò tutti i passaggi, evitando così che i Romani potessero fuggire. Tutti gli altri trovarono la morte.